# Яндиев, Адам Алиханович
Адам Алиханович Яндиев (род. 7 июля 1988, Назрань, Чечено-Ингушская АССР) — российский боец смешанных единоборств ингушского происхождения. Победитель кубка мира по дзюдо, чемпион Европы, чемпион Франции, мастер спорта России по дзюдо. Первый выходец из республики Ингушетия, попавший в международную организацию UFC.

## Биография
Адам родился 7 июля 1988 года в Ингушетии в семье предпринимателя Алихана Яндиева. Адам стал вторым ребёнком в семье Яндиевых, его старший брат Абукар родился 30 июня 1987 года. Когда Адаму исполнилось четыре года, семья Яндиевых перебралась на постоянное жительство в Москву. Оба брата начали заниматься спортом с трёх лет. Их отец, мастер спорта по дзюдо, стал первым тренером для собственных сыновей, с детства привив им интерес к спортивным единоборствам. Позже Адам оттачивал полученные от отца умения, тренируясь в УСК «САМБО-70».
Адам Яндиев впервые принял участие в борцовских соревнованиях в 12-летнем возрасте, на них оба брата одержали победы в своих возрастных категориях.
Юность и переход в смешанные единоборства
Кандидатом в мастера по дзюдо Адам Яндиев стал в 2001-м, а уже в 2005 стал и мастером этого вида спорта. В 2006 году выступая во Франции, в спортивном клубе «Nice» выиграл чемпионат Франции по дзюдо. В 2008 году тренировался в Катаре, где выиграл два кубка мира по дзюдо. Затем была спортивная подготовка в Голландии в команде Фёдора Емельяненко. Позже Адам принял решение заняться смешанными единоборствами. Он стал работать с тренером Иссой Бачаловым.
Переход в ММА, ставший недавно очень популярным и интенсивно развивающимся в мире видом спортивных единоборств, дал толчок к быстрому развитию карьеры Адама. К началу 2016-го спортсмен уже имел 9 досрочных побед в 9 проведённых боях.

## Статистика боёв
| Боёв 17  | Побед 16 | Поражений 1 |
| -------- | -------- | ----------- |
| Нокаутом | 10       | 0           |
| Сдачей   | 6        | 1           |
| Решением | 0        | 0           |

| Результат | Рекорд | Соперник           | Способ                             | Турнир                                                  | Дата             | Раунд | Время | Место                  | Примечание  |
| --------- | ------ | ------------------ | ---------------------------------- | ------------------------------------------------------- | ---------------- | ----- | ----- | ---------------------- | ----------- |
| Поражение | 9-1    | Джордан Джонсон    | Сабмишном (удушение треугольником) | UFC Fight Night: Hunt vs. Oleinik                       | 15 сентября 2018 | 2     | 0:41  | Москва, Россия         | Дебют в UFC |
| Победа    | 9-0    | Дмитрий Войтов     | Сабмишном (залом шеи)              | M-1 Challenge 62 — Buchinger vs. Barnaoui               | 10 октября 2015  | 1     | 4:34  | Сочи, Россия           |             |
| Победа    | 8-0    | Валдас Поцевичус   | Сабмишном (удушение сзади)         | M-1 Challenge 58 — Battle in the Mountains 4            | 6 июня 2015      | 1     | 1:35  | Таргим, Россия         |             |
| Победа    | 7-0    | Дональд Нжатах Нья | Сабмишном (удушение сзади)         | OFS — Octagon Fighting Sensation 4                      | 16 мая 2015      | 1     | 2:39  | Ярославль, Россия      |             |
| Победа    | 6-0    | Дмитрий Адеев      | Сабмишном (удушение гильотиной)    | M-1 Challenge 57 — Battle in the Heart of the Continent | 2 мая 2015       | 1     | 1:04  | Оренбург, Россия       |             |
| Победа    | 5-0    | Константин Скреля  | Техническим нокаутом (удары)       | ProFC 57 — New Era                                      | 29 марта 2015    | 1     | 1:01  | Ростов-на-Дону, Россия |             |
| Победа    | 4-0    | Владимир Брик      | Сабмишном (рычаг локтя)            | OFS — Octagon Fighting Sensation 3                      | 28 февраля 2015  | 1     | 2:08  | Ярославль, Россия      |             |
| Победа    | 3-0    | Артем Сидоренко    | Техническим нокаутом (удары)       | Fight Star — Battle on Sura 3                           | 22 февраля 2015  | 1     | 0:17  | Пенза, Россия          |             |
| Победа    | 2-0    | Евгений Терехов    | Техническим нокаутом (удары)       | RFP — Ascending Star                                    | 30 декабря 2014  | 1     | 1:22  | Дубно, Украина         |             |
| Победа    | 1-0    | Валерий Шпак       | Сабмишном (удушение сзади)         | Fight Nights — Battle of Moscow 18                      | 20 декабря 2014  | 1     | 2:19  | Москва, Россия         |             |

## UFC
21 июля 2018 года Адам Яндиев подписал контракт с UFC.
Дебютный бой Яндиева состоялся 15 сентября 2018 года на турнире UFC Fight Night 136 Hunt vs. Oleynik против Джордана Джонсона.
Яндиев проиграл бой во втором раунде удушающим приёмом.

## Уголовное преследование
13 ноября 2020 года после боксерского шоу, на котором Яндиев присутствовал в качестве гостя, у него произошел конфликт с другим российским бойцом MMA Сергеем Харитоновым, в результате которого Харитонов был доставлен в больницу с травмами головы. 17 ноября 2020 года Яндиев был задержан и помещен на 48 часов в изолятор временного содержания, в отношении Адама Яндиева было возбуждено 2 уголовных дела по статье 115 УК РФ.